# 里卡多·烏西達
里卡多·烏西達·佩雷斯（西班牙語：Ricardo Uceda Perez；1954年7月27日—）是一位因為報道軍隊和政府的腐敗而聞名的秘魯記者。

## 背景
烏西達於1954年於奇克拉约出生。他利馬的新聞學院就讀新聞學，並於聖馬科斯國立大學就讀新聞學及經濟學。於1974年，他開始為雜誌《世界》（El Mundo）工作。之後，烏西達先後為日報《特快》（Expreso）、《每日報》（El Diario）、以及《國家》（El Nacional）工作。於1987年，他於電視2台擔任調查記者一職。翌年，烏西達成為了雜誌《Sí》副主任。

## 反腐敗新聞
在烏西達於《Sí》工作期間，他發佈了關於政府官員腐敗的報道，並揭露軍隊屠殺行動及與毒梟合作。烏西達始終拒絕透露提供情報的線人的身份，因此導致眾多政府部門对其发难。他還被政府發言人指責與光明之路有關聯，雖然這些指控從未被證實。於1992年，《Sí》暗示軍方高級官員與巴里奧斯圖斯大屠殺有關。事後，烏西達被指“偽造信息”，並成為了警方調查的目標。一位人权观察發言人譴責調查是阿爾韋托·藤森政府壓制新聞自由的通用方法之一。
於1993年，烏西達指證軍隊殺死了堪图塔大學的九位學生和一位教授。十位秘魯軍隊軍官和士兵因此被控。當憤怒的官員們指控烏西達妨礙司法公正時，秘魯國會舉行了投票，並決定保證烏西達的安全。之後，當時的總統阿爾韋托·藤森被懷疑與屠殺有關而受到審判，並最終被三個秘魯法官判有罪。
於1994年，烏西達辭任《Sí》副主任一職，並於秘魯的最流行的日報《貿易》（El Comercio）中成立了特別調查小組。在《貿易》，烏西達的小組主要負責關於政府腐敗的新聞。於1998年，烏西達的小組揭發了多名官員濫用用來重建被厄爾尼諾現象破壞的地區的公帑。結果，民防局總務科科長賀梅珥·努恩那被逮捕，並最終被判囚。
於2004年，烏西達出版了一本名為《五角大樓的死亡：秘魯陸軍墓地的秘密》（Muerte en el Pentagonito: Los cementerios secretos del Ejército Peruano）。此書講述和探究光明之路和秘魯軍隊之間的長期衝突。

## 獎項及榮譽
烏西達因報道兩次屠殺事件而於1993年獲保護記者委員會頒發国际新闻自由奖。
於2000年，國際新聞協會把烏西達列為世界新聞自由英雄之一。而他出版的書本《五角大樓的死亡：秘魯陸軍墓地的秘密》於2005年獲提名萊特尤利西斯獎。同年，烏西達獲哥倫比亞大學頒發瑪麗亞·摩爾卡博特獎。